# Matthias Koch (Kaufmann)
Matthias (auch: Matthäus) Koch (* 13. Juni 1581 in Memmingen; † 10. Juli 1633 in Augsburg) war ein bedeutender Kaufmann und einer der reichsten Bürger Augsburgs.

## Leben
Matthias Koch entstammte einer ursprünglich in Bad Grönenbach in Oberschwaben ansässigen Familie und war das vierte Kind von Hans Koch (* 1550; † nicht überliefert) aus dessen Ehe mit Regina Haym (1555–1612). Um 1606 wurde er Mitgesellschafter des väterlichen Memminger Unternehmens Hans Koch sel. Erben, Melchior Büttel & Mitverwandte und siedelte 1610 nach Augsburg über. Der Handel mit Leinen aus dem östlichen Deutschland bescherte ihm einen großen Reichtum, so dass er schon 1618 mit einer Steuerleistung von 634 Gulden zu den reichsten Bürgern Augsburgs gehörte und unter anderem 1621/22 der Stadt fast 100.000 Gulden leihen konnte. Zur selben Zeit erwarb er für 11.000 Speciesthaler das Schloss Gailenbach in Edenbergen von Ferdinand Geizkofler (1592–1653), das bis zum Tod von Markus Christoph Koch von Gailenbach (1699–1768) den Stammsitz der Familie darstellte. Im selben Jahrhundert wurde das Schlossgebäude außerdem um einen Gutshof erweitert, ein genaues Jahr ist für den Bau nicht überliefert. Daneben war Matthias Koch im Besitz der Hofmark Schönleiten im heutigen Landkreis Aichach-Friedberg und erwarb Güter in den Ortschaften Emersacker, Hirblingen, Neusäß und Täfertingen im heutigen Landkreis Augsburg.
Matthias Koch war zunächst mit Anna Maria Stenglin (* 1585; † nicht überliefert), Tochter des Augsburger Bürgermeisters Daniel Stenglin aus dem Adelsgeschlecht Stenglin, verheiratet, die Ehe wurde am 14. November 1605 geschlossen. In zweiter Ehe war er mit Philippina Steininger (1585–1659) verheiratet. Seine beiden Söhne wurden 1654 nobilitiert („Koch von Gailenbach“) und in das Augsburger Patriziat aufgenommen.

## Nachkommen
⚭ 14. November 1605 Anna Maria Stenglin (* 1585; † nicht überliefert)
1. Matthias der Jüngere Koch von Gailenbach (1610–1680)

⚭ 10. November 1608 Philippina Steininger (1585–1659)
1. Johannes Koch von Gailenbach (1614–1693)